# 森義八郎
森 義八郎（もり ぎはちろう、1900年2月1日 - 1965年6月25日）は日本の作曲家、小学校音楽教師。現在の山形県北村山郡大石田町田沢出身。国民歌「紀元二千六百年」を作曲したほか、「走れトロイカ」など数多くの流行歌や学校の校歌を作曲した。
高等小学校卒業後、警察などに勤務し、代用教員を経て、独学で1920年（大正9年）に小学校教員試験に合格。現在の村山市の大槇尋常小学校では生徒に詩を書かせ文集を作り、その中の優れたものを雑誌「赤い鳥」に投稿するなど積極的な指導を行った。「赤い鳥」で北原白秋や西條八十らと知己を得た彼は、その後上京し、渋谷区の大向小学校の教員となり、音楽教員の傍ら作曲活動を行う。
淡谷のり子や東海林太郎などに曲を提供し1000曲以上発表した。
出身地の田沢沼畔に「走れトロイカ」（作詞松村又一）の歌碑がある。